# 인류학의 날
인류학의 날(Anthropology Days)은 1904년 제3회 세인트루이스 하계 올림픽과 같이 열렸던 세계박람회에서 있었던 행사를 가리키는 말이다. 이 행사는 인종차별적인 목적을 띄고 진행되었다

## 상세
1904년 8월 12일부터 13일까지 펼쳐진 박람회이자, 일련의 경기들로, 세계의 여러'부족'들을 한곳에 모아 '전시'하고 경기를 펼치게 하였다. 
1905년 발매된 어떤 책자에서는, 박람회가 열리기 몇 달 전부터, 박람회 책임자는 '신체문화'분과위원장과 여러차례에 걸쳐서 토의를 진행했으며, 그 내용은 여러 '미개'종족들을 불러서 이들의 체력적인 능력에 대한 소문을 검증해보자는 것이었다. 첫째날에는 모든종족을 모아놓고 경주를 벌였으며, 둘째날에는 첫째날의 1등과 2등만 모아서 경주를 벌였다고 한다. 그러나 이 관계자들이 경기의 내용을 보고서는 이 미개인들에게 실망하였다라는 내용이 있다.